# Misión S.O.S.
Misión S.O.S. es una telenovela infantil mexicana producida por Rosy Ocampo para Televisa. Se estrenó el 2 de agosto de 2004 y finalizó el 21 de enero de 2005. Está protagonizada por Maribel Guardia, Guillermo Capetillo, Allisson Lozz, Diego Boneta, Wendy González y Marco Antonio Valdés, con las participaciones antagónicas de Manuel Ojeda, Gabriela Goldsmith, Raúl Magaña y Marco Uriel.

## Trama
La historia sigue la vida de Diana, una niña que vive en un barrio llamado Buenaventura, junto con sus amigos, Alonso, Federica, Rodrigo, Alejandro y Dany. De repente, llega un nuevo niño al barrio llamado Christian, el cual se ha tenido que mudar de Nueva York a México debido al divorcio de sus padres. Diana y Christian rápidamente se convierten en mejores amigos, a pesar del odio que sus familias sienten entre sí. Años antes, el padre de Christian y la madre de Diana estaban enamorados, pero su relación se arruinó por culpa de Severiano, el abuelo gruñón y egoísta de Christian.
Sin embargo, los vecinos de Buenaventura tienen un futuro peligroso, ya que corren el peligro de perder sus casas y su escuela, porque Severiano planea derribar el barrio y construir un enorme centro comercial en su lugar. Para llevar a cabo su plan, Severiano está dispuesto a recurrir a cualquier medio y provocará una serie de desastres para ahuyentar a los habitantes.
El viejo y decrépito teatro es el lugar favorito de los niños, y es aquí donde conocen a un misterioso personaje que cambiará sus vidas y el destino de Buenaventura para siempre. Chaneque, un elfo amigable, es un ser mágico que tiene una misión importante: salvar su mundo élfico de la destrucción. Chaneque convence al grupo de jóvenes amigos para que le ayuden a salvar su mundo moribundo. A partir de ese momento, los niños y su nuevo amigo se embarcan en una emocionante serie de aventuras. Durante su fantástico viaje, reunirán pistas importantes para salvar también su propio vecindario, y además, Christian y Diana intentarán resolver los problemas que hay entre sus padres para poder estar juntos.

## Elenco
- Maribel Guardia como Ximena Lozano
- Guillermo Capetillo como Salvador Martínez
- Allisson Lozz como Diana Lozano
- Diego Boneta como Christian Martínez
- Wendy González como Mónica Espinos
- Marco Antonio Valdés como Felipe Lozano
- Manuel Ojeda como Severiano Martínez
- Gabriela Goldsmith como Vivian Johnson
- Magda Guzmán como Justina Aranda
- Maribel Fernández como Ángeles
- Diana Golden como Doris Ramírez
- Raúl Magaña como Leonardo
- Silvia Lomeli como Lidia Rendon
- Johnny Lozada como Gonzalo Ortega
- Zaide Silvia Gutiérrez como Lupe Espinos
- Roberto Sen como Rosendo Espinos
- Lucía Guilmáin como Ramona Acevedo
- Alejandro Ruiz como Ezequiel Guerra
- Adalberto Parra como El Tlacuahe
- Marco Uriel como Edor
- Aurora Clavel como Pura
- Juan Peláez como Augusto
- Naydelin Navarrete como Gaby
- Ricardo De Pascual Jr. como Fermín
- Erick Guecha como Diego "El Dragón" López
- Jonathan Becerra como Alejandro Ortega
- Miguel Martínez como Rodrigo Guerra
- Jesús Zavala como El Chaneque
- Alejandro Correa como Dany Ortega
- Ánhuar Escalante como Alonso
- Gladys Gallegos como Federica Guerra
- Marijose Salazar como Monchita Acevedo
- Alex Rivera como Hugo
- Alejandro Speitzer como QuechaneChale
- María Chacón como Chanya
- Nora Cano como Chanequita
- Alex Goldberg como Piropolo
- Irma Lozano como Clemencia